# Ed Schieffelin
Edward Lawrence Schieffelin (Wellsboro, 27 maggio 1847 – Canyonville, 12 maggio 1897) è stato un esploratore e minatore statunitense, protagonista del Selvaggio West americano.
Di origine tedesca, nacque in Pennsylvania e decise di dare fortuna nel west in ambito minerario, e trovata una fiorente vena mineraria, fondò nel 1879, la città di Tombstone in ricordo di ciò che gli disse in soldato incontrato durante il viaggio..

## Biografia

### Origini familiari
Egli faceva parte di una famiglia di origine tedesca, (di Weilheim an der Teck), trasferitasi negli Stati Uniti nella seconda metà del XVIII secolo. Il suo bisnonno Jacob Schiefflinn III, durante la Rivoluzione americana, servì nell'esercito lealista e come segretario di Henry Hamilton. Egli venne catturato nel 1779 e tenuto prigioniero a Williamsburg in Virginia ma già l'anno seguente era fuggito in Canada dove venne nominato luogotenente dei Queens Rangers da Henry Clinton. Trasferitosi successivamente a Montréal e a Detroit si ristabilì definitivamente a New York nel 1794 dove con il fratello Lawrence fondò una compagnia farmaceutica che esiste ancora come casa di importazione di liquori, la Schieffelin & Somerset.
Nel gennaio del 1849, Jacob IV, (il nonno), andò in California con i suoi figli, Alfred ed Edward Girard sulla nave Morrison, arrivarono a settembre, ma quasi immediatamente prenotarono il viaggio verso casa attraverso Panama a novembre. Jacob viaggiò via terra e raggiunse il fratello e i figli. Il padre di Schieffelin, Clinton Emanuel Schieffelin, si stabilì nella Rogue Valley, nel Territorio dell'Oregon, verso la metà del 1850 per allevare bestiame, e coltivare grano, la famiglia riconobbe inoltre interesse per le attività estrattive nell'area.

### Gli inizi
Egli nacque a Wellsboro in Pennsylvania nel 1847. Nel 1864, a 17 anni, partì da solo verso l'Oregon come cercatore e minatore e iniziò a cercare oro e argento, sfuggendo alla leva militare durante la guerra civile. Dall'Oregon, si diresse a est verso Coeur d'Alene, poi cercò attraverso il Nevada nella Death Valley, poi in Colorado e infine nel Nuovo Messico.
Nel 1876, David P. Lansing di Phoenix, in Arizona, descrisse Schieffelin come:  "circa l'esemplare più strano di carne umana che io abbia mai visto. Era alto 1,88 m e aveva i capelli neri che pendevano di qualche pollice sotto la spalla e una barba che non era stata tagliata o pettinata per così tanto tempo che era una massa di nodi e tappeti spettinati. Indossava abiti tagliati e rattoppati da pelle di daino, velluto a coste e flanella, e il suo cappello era originariamente un cappello floscio che era stato tagliato con pelle di coniglio fino a quando rimase ben poco del feltro originale".
Unn anno dopo, quando aveva 30 anni, Schieffelin dopo aver esaminato l'area del Grand Canyon e si trasferì in California per trovare l'oro. Un giorno sentì che un gruppo di indiani Hualapai arruolati come esploratori per l'esercito degli Stati Uniti, stava stabilendo un forte per contrastare la minaccia degli 
Apache Chiricahua e per proteggere il vicino confine con il Messico. L'esercito fondò Fort Huachuca ai piedi delle Montagne Huachuca nella Contea di Pima, nel Territorio dell'Arizona, il 3 marzo 1877. L'argento era già stato scoperto in alcune aree settentrionali del Territorio, ma la parte meridionale era stata sotto il continuo attacco degli Apache. Schieffelin ha accompagnò gli scout in alcuni viaggi nell'entroterra mentre cercava di farne parte definitivamente, alla fine decise di rimanere a tempo pieno ed esplorare le colline a est del fiume San Pedro. Erano a solo circa 19 km dagli ostili indiani Chiricahua Apache guidati da Cochise, Geronimo e Victorio che avevano stabilito una roccaforte nelle Montagne Dragoon.

### La scoperta dell'oro
Frederick Brunckow ingegnere minerario di origine prussiana, scoprì l'argento sulle colline della Contea di Cochise nel 1858. Costruì una casa di legno vicino al fiume San Pedro dopo aver trovato un piccolo deposito d'argento nelle vicinanze assumendo tre uomini bianchi e una decina di minatori messicani. Nel settembre 1860, due dei bianchi furono derubati e assassinati nella cabina e Brunckow fu trovato morto nella miniera con un trapano da roccia. Il cuoco tedesco incolpò gli operai messicani per gli omicidi. Dopo la morte di Brunckow, il conflitto in corso con gli indiani nativi ha impedito l'ulteriore sviluppo delle miniere per diversi anni. La miniera di San Pedro di Brunckow ha influenzato Ed Schieffelin nella prospettiva del affioramento roccioso minerario a nord-est della cabina. Nel 1876, Schieffelin e il suo gruppo furono attaccati dagli Apache e un uomo di nome Lenox fu ucciso. La cabina fu il luogo di 22 omicidi durante i giorni in frontiera. Quando l'amico e compagno scout dell'esercito Al Sieber apprese cosa stava facendo Schieffelin, gli disse: "L'unica roccia che scoprirai sarà la tua lapide". Un altro resoconto riferì che gli amici di Schieffelin gli dissero: "Meglio portare la tua bara con te , troverai lì la tua lapide e nient'altro".
Nel 1877, Schieffelin usò la cabina di Brunckow come base operativa per sorvegliare il territorio. Dopo molti mesi, Ed stava lavorando sulle colline a est del fiume San Pedro quando trovò pezzi di argento in un lavaggio a secco su un altopiano chiamato Goose Flats ma gli ci vollero altri mesi per trovare la fonte. Quando localizzò la vena, stimò che fosse lunga 15 metri e larga 30 cm. Il punti era situato vicino al sito della tomba di Lenox, e quando presentò la sua rivendicazione mineraria il 21 settembre 1877, nominò opportunamente il sito: "Tombstone" (lapide).
Al verde, Schieffelin persuase l'amico William Griffith a pagare le scartoffie legali richieste per presentare una richiesta di estrazione il 3 settembre 1877; Tucson non aveva un ufficio di analisi e quando mostrarono il minerale campione ad alcuni uomini locali, pensarono che fosse inutile.
Con solo 30 centesimi in tasca, Schieffelin partì alla ricerca di suo fratello Al, che non vedeva da quattro anni, poiché credeva che Al stesse lavorando alla miniera del Silver King, a circa 290 km a nord, nel Territorio dell'Arizona centrale vicino all'attuale Globe, ma Schieffelin venne a sapere che Al si era trasferito nella miniera McCracken a Signal City, sempre in Arizona, a 480 km a nord. Schieffelin spese i suoi 30 centesimi in tabacco e dovette fermarsi nella sua ricerca di suo fratello per guadagnare abbastanza soldi per continuare. Trovò lavoro come paranco nella miniera d'argento Champion e per quattordici giorni trasportò una dozzina di tonnellate di minerale ogni notte azionando un verricello a mano.

### L'accordo e la nascita della miniera
Quando Ed trovò finalmente suo fratello nel febbraio del 1878, Al chiese al caposquadra della miniera di McCracken di esaminare gli esemplari di minerale di suo fratello, il caposquadra però pensava che i campioni fossero principalmente di piombo, non convinto, Schieffelin mostrò i campioni ad altri 20 o 30 che avevano un po' 'di esperienza, e tutti pensarono che il minerale fosse privo di valore. Frustrato, Schieffelin lanciò i suoi esemplari di minerali fuori dalla porta della cabina di suo fratello, ma all'ultimo minuto ne trattenne tre. Per le successive quattro settimane lavorò nella miniera di McCracken.
Ed venne a conoscenza dell'analista minerario Richard Gird, arrivato da poco nella miniera McCracken, che aveva la reputazione di esperto. Prendendo i suoi ultimi tre campioni di minerale, Ed Schieffelin chiese a Gird se pensava che valessero la pena di essere analizzati, Gird diede un'occhiata e disse che sarebbe tornato da Ed. Tre giorni dopo, Al scosse Ed dalla sua cuccetta e disse che Gird voleva vederlo adesso, quando si incontrarono, Gird disse a Ed che valutava il migliore dei campioni di minerale a $ 2.000 a tonnellata. Ed, Al Schieffelin e Richard Gird hanno strinsero così un accordo sul posto. Gird offrì la sua competenza, contatti e una somma di denaro, mentre gli altri due si dedicavano alla direzione dei lavori. Si strinsero la mano sul loro accordo a tre, un accordo tra signori che non fu mai messo su carta ma che risultò in milioni di dollari di ricchezza per tutti e tre gli uomini. Quando Richard si dimise, il suo datore di lavoro si offrì di renderlo generale sovrintendente della miniera, ma ha rifiutò in vista del futuro profitto.
Gird comprò un vagone a molla blu di seconda mano e lo caricò di provviste e il suo equipaggiamento, e comprò anche un secondo mulo che con il mulo di Ed poteva trasportare il vagone. Gird voleva tempo per concludere i suoi affari e aspettare la primavera e il tempo migliore, ma Ed insistette perché se ne andassero immediatamente. Al esitò a lasciare il suo lavoro ben pagato, $ 4,00 al giorno come minatore ma Ed e Gird non lo aspettarono, e se ne andarono quel giorno, ma Al riconsiderò e si unì a loro quella notte. Raggiungendo il Territorio dell'Arizona centrale e nonostante le notizie delle continue incursioni di Apache e dell'omicidio di minatori e allevatori nella zona, i tre uomini tornarono nella Contea di Cochise e si accamparono nella cabina di Brunckow. La morte di diversi locali per mano degli indiani Apache fu testimoniata dalle tombe recenti vicino alla cabina.

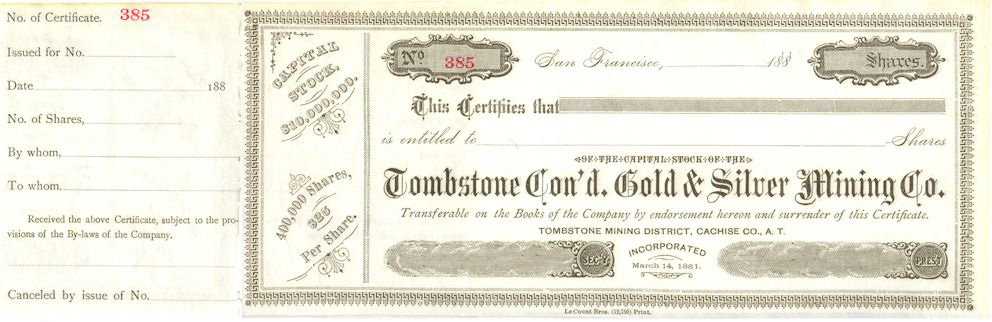
Il certificato che consolidò la Tombstone Gold and Silver Mining Company

I tre soci formarono così la Tombstone Gold and Silver Mining Company per detenere il titolo delle loro affermazioni. Gird costruì una fornace di analisi nel camino della cabina, scoprendo che i minerali d'argento di Schieffelin erano molto preziosi, ma nel giro di poche settimane dall'estrazione della vena, Ed scoprì che la vena si sarebbe esaurita a breve, poiché era profonda solo 3 piedi. Suo fratello Al e Gird erano scoraggiati ma Ed era ottimista nel riuscire a trovare più depositi di minerale. Continuò la sua ricerca per molte altre settimane fino a quando un giorno Al trovò Ed che esclamava gioiosamente su un altro campione di minerale galleggiante che aveva trovato. Indifferentemente, Al disse a Ed che era un "bestemmia fortunata", e quello divenne il nome di una delle più ricche rivendicazioni minerarie nel distretto di Tombstone. I campioni di minerale sono stati valutati a $ 15.000 a tonnellata: Ed poco dopo ha identificato un'altra rivendicazione mineraria, la lode "Tough Nut", ricca di argento corno.

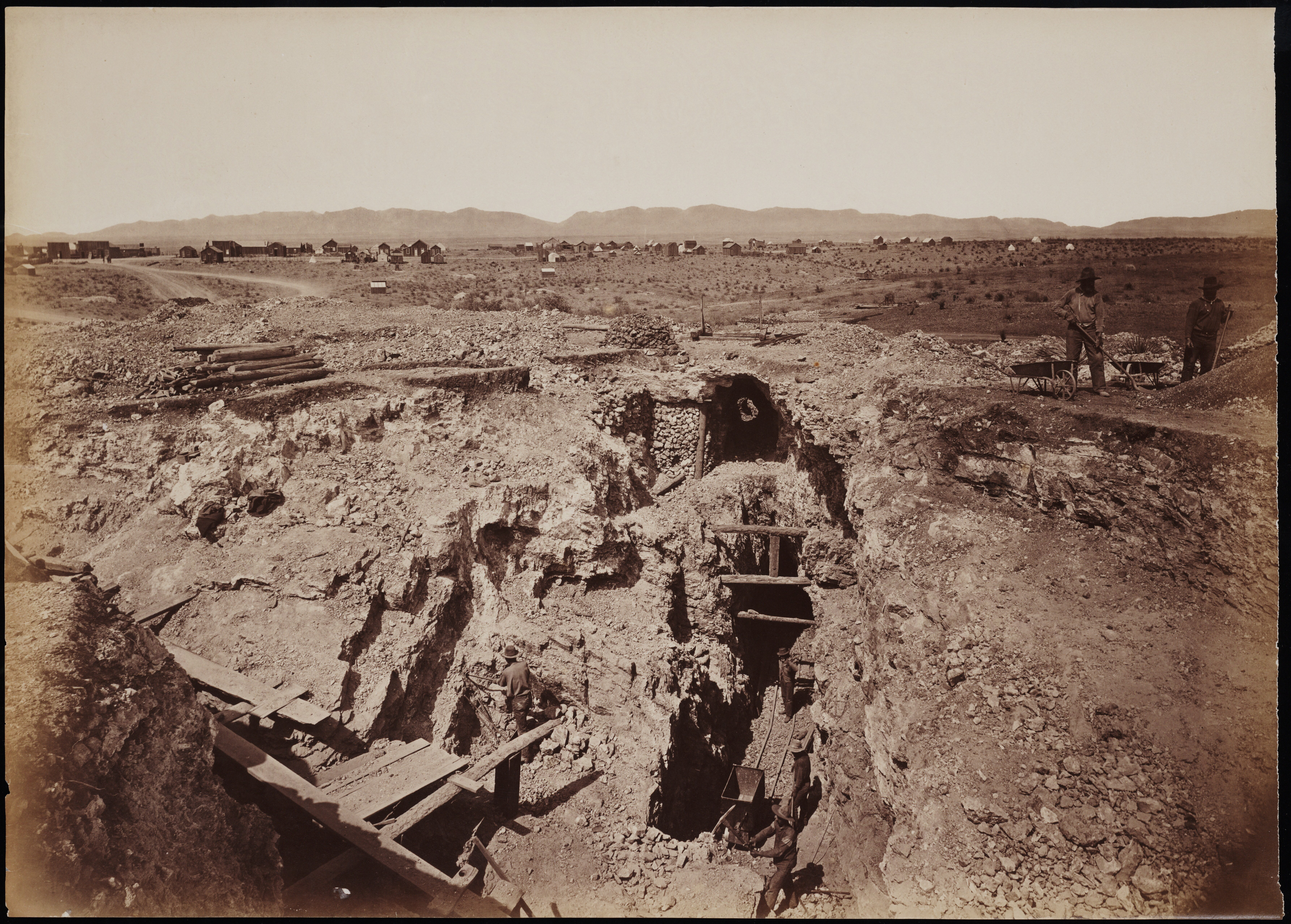
La "Old South Shaft Ore Quarry", inizio della Tough-nut Mine. Nello sfondo le Montagne Dragoon e la Cochise Stronghold, nel 1880 fotografia di Carleton E. Watkins,

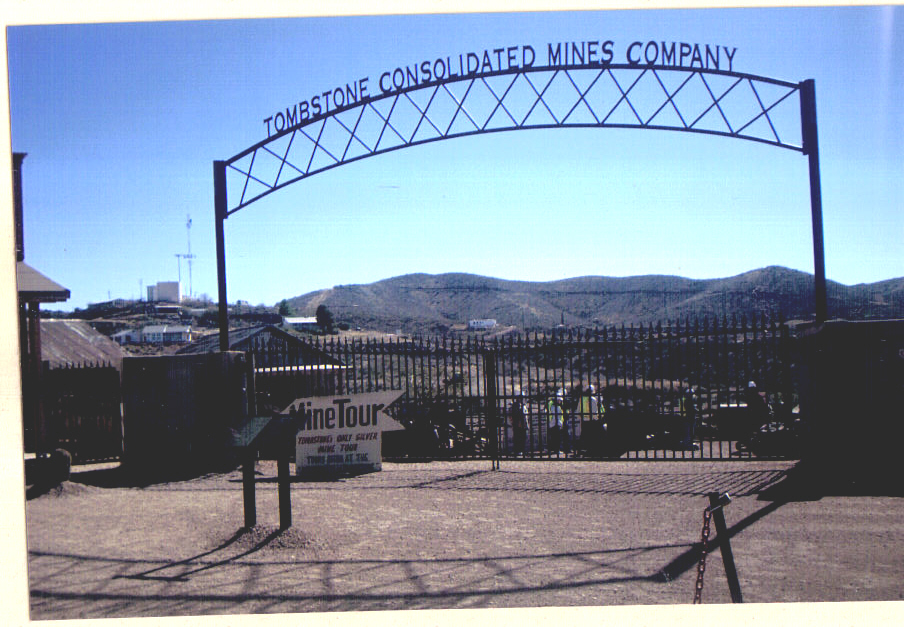
La miniera di Schieffelin oggi

Il 17 giugno 1879, Schieffelin si presentò a Tucson guidando il carro a molla blu che trasportava il primo carico di lingotti d'argento del valore di $ 18.744 (circa $ 514.322 oggi).

### La fondazione di Tombstone e lo scioglimento della compagnia

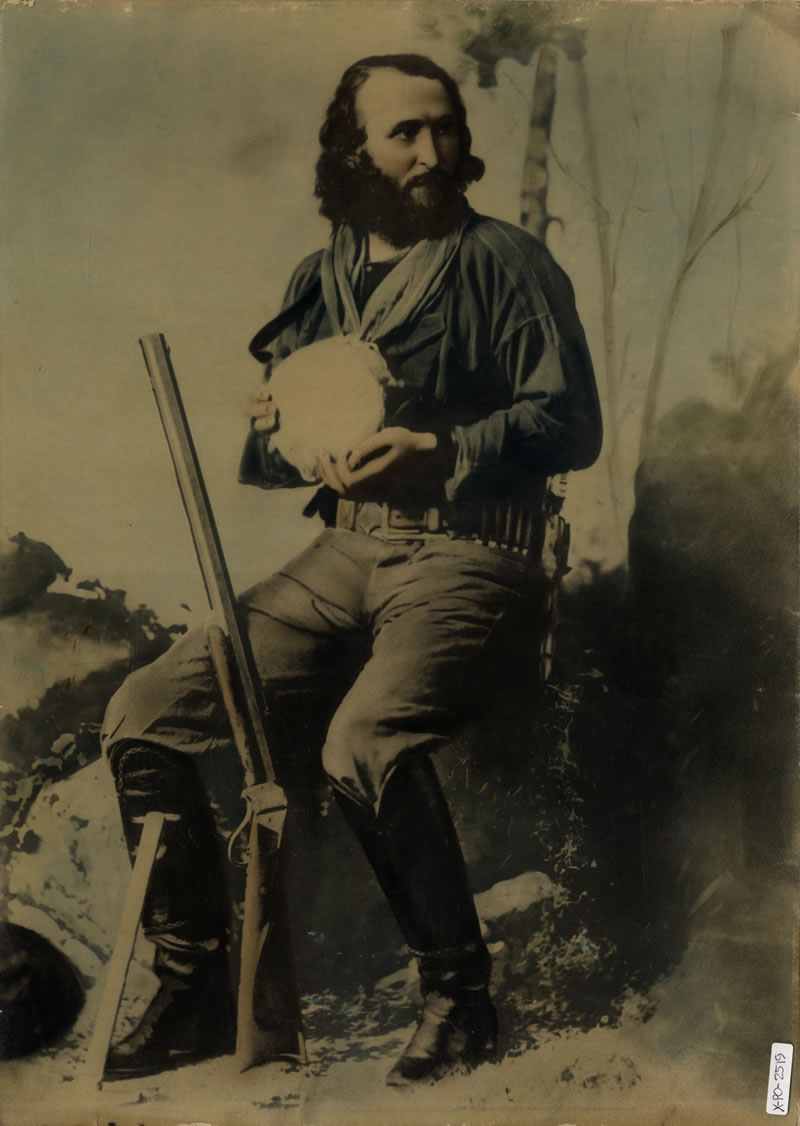
Ed Schieffelin nel 1880

Nel 1879, quando furono presentate le prime rivendicazioni, l'insediamento iniziale di tende e cabine di 100 abitanti si trovava a Watervale vicino alla miniera Lucky Cuss. L'ex governatore territoriale Anson P.K. Safford offrì un sostegno finanziario per un taglio delle rivendicazioni minerarie, ed Ed Schieffelin, suo fratello Al e il loro partner Richard Gird formarono la Tombstone Mining and Milling Company con Safford e costruirono un impianto di stampaggio. Il 5 marzo 1879, il vice ispettore minerario americano Solon M. Allis finì di allestire un nuovo sito cittadino su una mesa chiamata Goose Flats a 1.383 m, in cima alla miniera Tough Nut, abbastanza grande da contenere una città, nacque così la città di "Tombstone". I rifugi di Watervale sono vennero trasferiti nel nuovo sito della città e una manciata di cabine e tende vennero rapidamente ricostruite per i circa 100 residenti.
Durante i primi mesi di estrazione mineraria, la parte superiore del distretto minerario di Tombstone fu scoperta per caso da Ed Williams e Jack Friday: a tarda notte, in cerca di acqua per rifornire l'accampamento, i loro muli si staccarono e trascinarono con loro la catena, lasciando il campo dei minatori lungo un sentiero indiano, gli uomini seguirono il sentiero dei muli fino al campo di Schieffelin, Williams e Friday notarono un bagliore luminoso di argento che la catena si era trascinata attraverso la roccia. Presentarono un reclamo per la loro scoperta, ma Al, Ed e Richard Gird contestarono la loro richiesta, affermando che violava le loro precedenti rivendicazioni. Si decise infine di dividere il terreno minerario tra le due parti: Williams e Friday presero la parte più alta, che chiamarono Grand Central, mentre la compagnia Schieffelin prese la parte più bassa, che chiamarono Contention in ricordo del litigio che portò alla sua fondazione. Queste due miniere furono infine le miniere più redditizie di Tombstone. Parte del minerale proveniente dalle miniere di "Lucky Cuss", "Tough Nut", "Contention" e "Grand Central" fu valutato a circa $15.000 alla tonnellata.
Ed Schieffelin preferì la ricerca di una miniera e lasciò Tombstone per trovare altri minerali. Quando tornò quattro mesi dopo, Gird stava trattenendo gli acquirenti interessati alla miniera Contention, che però stava per essere venduta per $ 10.000 a J.H. White e S. Denson, che rappresentavano il direttore generale di San Francisco che era interessato alla zona, ma gli acquirenti pensarono che il prezzo di 10.000$ fosse esorbitante lasciando l'acquisto. Le miniere Grand Central e Contention si sono rivelate le più ricche del distretto, producendo milioni di dollari in lingotti. Anche la compagnia Schieffelin vendette presto una metà degli interessi nella Lucky Cuss, e l'altra metà si trasformò in un flusso costante di denaro.
Il 13 marzo 1879, Al ed Ed Schieffelin vendettero i due terzi della Tombstone Mining and Milling Company, per 1 milione di dollari ai fratelli Corbin, Hamilton Distin di Filadelfia e Simmons Squire di Boston, Safford divenne invece presidente della nuova Tombstone Gold and Silver Milling and Mining Company con Richard Gird. Ed proseguì altrove, ma Al rimase a Tombstone ancora per qualche tempo. Gird in seguito vendette il suo terzo interesse per 1 milione di dollari, raddoppiando ciò che gli Schieffelin erano stati pagati e rimase sul territorio insieme ad Al.

### Crescita della città

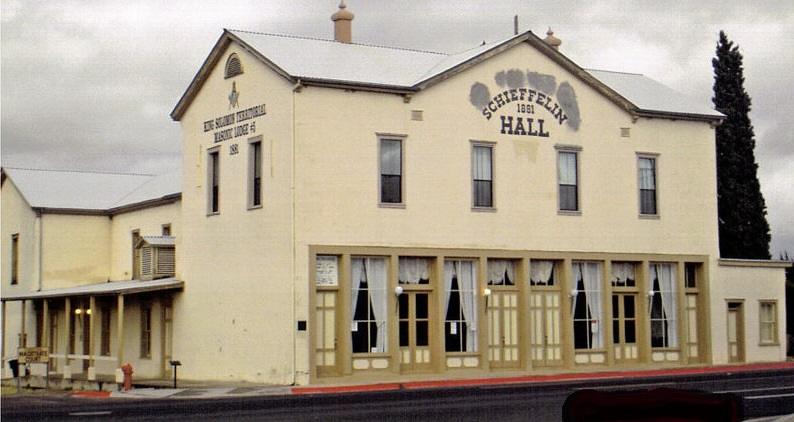
Schieffelin Hall

Quando fu fondata la Contea di Cochise nel febbraio 1881, Tombstone divenne il capoluogo della contea. Nello stesso anno, all'inizio della rapida crescita di Tombstone, Al costruì la Schieffelin Hall come teatro, sala per concerti e luogo di incontro per i cittadini di Tombstone,
e dopo un periodo di inattività, la sua pronipote Mary Schieffelin Brady la riaprì nel 1964. È la più grande struttura adobe esistente nel sud-ovest degli Stati Uniti e principale attrazione della città.
Al suo apice a metà del 1880, la popolazione di Tombstone era ufficialmente circa 7000 minatori, ma alcune stime figurano in ulteriori 5-7000 donne e bambini, cinesi, messicani e prostitute. Alla fine del decennio, le miniere d'argento raggiunsero la falda freatica e le miniere alla fine si riempirono di acqua. La popolazione di Tombstone diminuì considerevolmente, fino a quando il turismo divenne la sua principale attrazione.

### Ultimi anni
Ed aveva accumulato oltre 1 milione di dollari a seguito del boom dell'argento, nonostante ciò mantenne sempre un aspetto casual, capelli e barba lunghi, ma in ordine e puliti. Successivamente viaggiò a New York, Chicago, Washington e altre città statunitensi, incontrando molte persone illustri. Sempre irrequieto, nei successivi 20 anni si spostò in quasi tutte le città in crescita a seguito del boom del Far West.
Schieffelin aveva praticato lo studio delle mappe e credeva che esistesse una grande "cintura continentale" di presenza mineraria che si estendeva dal Sud America alla Columbia Britannica. Nel 1882, Ed si preparò per quello che aveva pianificato di essere un sondaggio del terreno sulla ricchezza mineraria. Iniziò la spedizione con suo fratello Al e altri tre in un viaggio lungo il fiume Yukon, costruirono un piccolo piroscafo a ruota di poppa poco profondo che chiamarono "New Packet". Schieffelin durante il viaggio espolorò anche l'Alaska dove trovò alcuni una buona quantità d'oro, per un po' 'fu convinto di aver trovato la cintura continentale che stava cercando, ma era estremamente scoraggiato dal freddo artico che arrivava fino a -46 °C e decise che l'estrazione in Alaska era una causa persa e tornò ai 48 negli Stati Uniti.

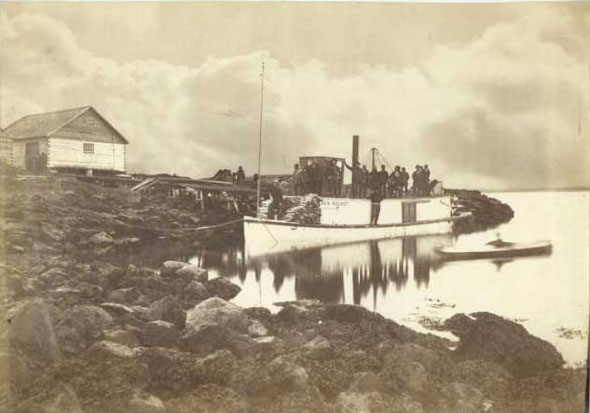
Il piroscafo New Packet costruito da Ed e i compagni presso St. Michael (Alaska), 2 ore prima di partire sullo Yukon.

Nel 1883, tornò a San Francisco, dove incontrò Mary E. Brown, con cui si sposò lo stesso anno a La Junta in Colorado, e trascorsero parte dell'inverno a Salt Lake City, nello Utah, fino alla primavera del 1884, quando tornarono in California, dove Ed costruì una villa per sua moglie attraverso la baia da San Francisco ad Alameda. Comprarono una casa a Los Angeles che condividevano con Al, fino alla sua morte nel 1885.

### Morte

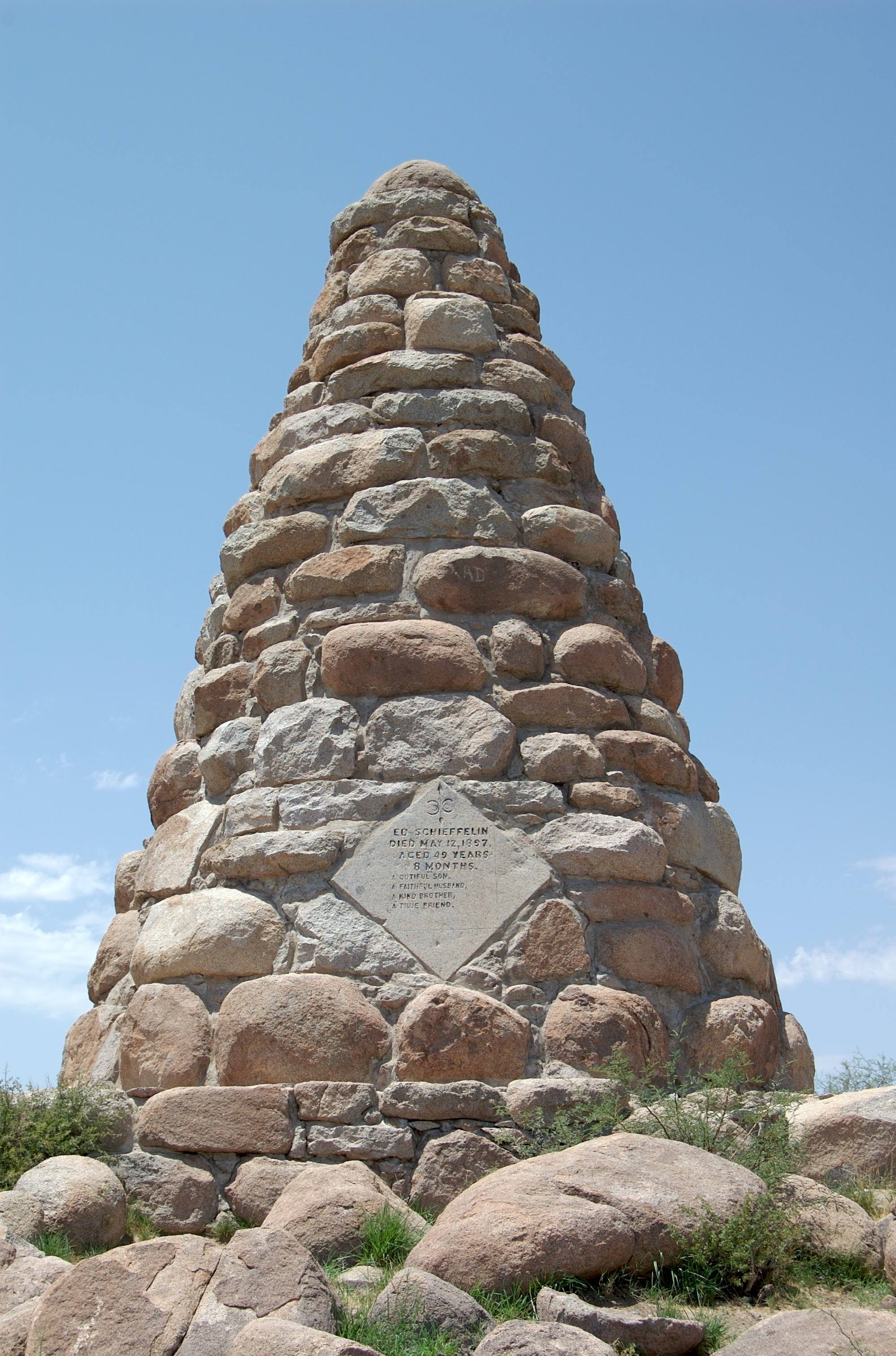
Il monumento tombale di Schieffelin.

Nel 1897 Schieffelin acquistò un ranch vicino ai suoi fratelli Effingham (Eff) e Jacob (Jay) fuori Woodville, ora Rogue River in Oregon e iniziò a cercare minerali nella zona di Canyonville. Il 12 maggio 1897, dopo che non si era presentato in città per diversi giorni, il suo vicino lo controllò e lo trovò a faccia in giù sul pavimento della sua cabina, il medico legale decretò che era morto per un attacco di cuore. I campioni di minerale trovati nella sua cabina furono successivamente testati per oltre 2000$ alla tonnellata. Schieffelin non ha lasciato una mappa o indicazioni dietro indicando le origini della sua scoperta.
Inizialmente fu sepolto vicino alla sua cabina a circa 32 km a est di Canyonville, poco dopo venne appreso che aveva chiesto di essere sepolto a Tombstone. "È mio desiderio, se conveniente, essere sepolto in quanto cercatore, con la mia vecchia picca e borraccia con me, in cima alle colline di granito, a circa tre miglia a ovest dalla città di Tombstone, in Arizona, e che un monumento , come i quelli costruiti quando si trova un reclamo minerario, venga costruito sopra la mia tomba ". Schieffelin fu sepolto a circa 4,8 km a nord-ovest di Tombstone, in Arizona, vicino al lavaggio a secco in cui originariamente trovò il minerale d'argento che fece la sua fortuna. Fu seppellito come specificato dalla sua volontà: in abiti da minatore, con il piccone e la sua vecchia borraccia. La sua proprietà venne divisa tra sua moglie e suo fratello Jay: "Offro a mia moglie, Mary E. Schieffelin, tutti gli interessi, sia reali che personali - nelle contee di Alameda e Santa Clara, California - tutte le altre proprietà, sia reali che personali, le do al mio fratello Jay L. Schieffelin. " Mary Schieffelin si trasferì a New York City dopo la morte del marito.